# Pargrunden, Kyrkslätt
Pargrunden är en ö i Finland. Den ligger i Finska viken och i kommunen Kyrkslätt i den ekonomiska regionen  Helsingfors i landskapet Nyland, i den södra delen av landet. Ön ligger omkring 32 kilometer sydväst om Helsingfors.
Öns area är 0,5 hektar och dess största längd är 160 meter i sydväst-nordöstlig riktning. Ön höjer sig omkring 5 meter över havsytan.